# Cueva des Càrritx
La cueva des Càrritx es una cueva natural situada en el barranco de Algendar, municipio español de Ciudadela, isla de Menorca, Baleares. Hoy en día no es visitable debido a los valores geológicos y arqueológicos que contiene.[cita requerida] Solo pueden concertar visitas científicos y expertos. Aun así, la cueva es conocida, ya que es el camino de paso hacia la cueva Murada. La cueva des Càrritx y su contenido se han conservado en buen estado hasta nuestros días gracias a que antiguamente la entrada quedó tapada por el colapso de una gran roca del barranco, que la ocultó. Se trata de una cueva natural de unos 230 metros de recorrido longitudinal, en la boca de la cual se construyó un muro de grandes piedras con técnica de construcción ciclópea. En el primer tramo de unos 170 metros es donde se ha encontrado una gran cantidad de material arqueológico, que ha dado una valiosa información sobre los hábitos y costumbres de los menorquines prehistóricos, especialmente los relacionados con la muerte y los rituales funerarios. En la cueva se pueden diferenciar hasta siete salas comunicadas entre sí a través de corredores y galerías.

## Intervenciones arqueológicas
Un equipo de la Universidad Autónoma de Barcelona llevó a cabo las excavaciones de la Cueva des Càrritx entre los años 1995 y 1996. Codirigieron las excavaciones los arqueólogos Vicente Lull, Roberto Risch, Rafael Micó y Cristina Rihuete.

## Descripción de las salas de la cueva
- Sala 1: espacio cuadrangular de unos 32 m². Aún conserva el muro de paramento ciclópeo que se construyó en origen, con el que se protegía el interior de la cueva. El derrumbe de una parte de la visera del barranco clausuró la boca de la cueva, lo que ayudó a la conservación de los contextos funerarios y rituales prehistóricos que contenía. Este espacio tiene dos cotas de nivel. Funcionó como cementerio entre 1450 / 1400-800 a. C.
- Sala 2: espacio irregular, bajo y alargado. Los restos que contenía procedían del cementerio de la sala 1 (1450 / 1400-800 a. C.).
- Sala 3: espacio de dimensiones notables, también irregular. Se localizó una pequeña hoguera y dos concentraciones de materiales arqueológicos, una con predominio de huesos de animales y fragmentos de estalactitas y otra con vasos cerámicos (1600-1450 / 1400 a. C.).
- Sala 4: separada de la sala 3 por una cortina de estalactitas y estalagmitas hoy en día todavía activas. Presentaba algunos huesos dispersos de Myotragus balearicus, una punta de lanza de bronce en una especie de orificio de 1 metro y medio de profundidad y abundantes surcos verticales producidos por dedos humanos en una de las coladas de arcilla (1600 hasta 1450/1400 a. C.).
- Sala 5: se accede por un ramal del fondo de la sala 4, estrecho e inclinado, por el que se debe gatear para llegar a un pequeño espacio destinado a ocultar el depósito de objetos de madera, cerámica prehistórica de Menorca, bronce y contenedores de pelo (1100-800 a. C.).[4]
- Sala 6: espacio de configuración alargada en la que se localizó un vaso roto en el suelo y una pequeña hoguera con cenizas que contenían huesos humanos de dedos y pies. Muy cerca, junto a la pared, se encontró una agrupación de huesos que representaban una mano que señalaba la hoguera. En el interior de unas grietas de la pared había huesos humanos de manos y pies con fragmentos de estalactitas de forma parecida a la de los huesos (1600-1450 / 1400 a. C.).[5]
- Sala 7: separada de la 6 por una cortina de estalactitas que fue recortada y los fragmentos colocados en un lugar resguardado cercano (1600-1.450 / 1400 a. C.). A los 170 m, el último punto al que llegaron las personas que usaron estos espacios durante la prehistoria, sobre una repisa de la roca natural, se localizó una olla de cerámica con dos pezones orientados hacia la salida de la cueva, es decir, hacia el que se acercaba.
- "Forat de ses Aritges": Situado junto a la entrada de la cueva des Càrritx, se trata de una pequeña cueva natural con un muro de cierre ciclópeo. Ha sido objeto de excavación arqueológica en las mismas campañas desarrolladas por la Universidad Autónoma de Barcelona en la cueva des Càrritx.[6]